# Waymo
Waymo – przedsiębiorstwo zajmujące się rozwojem autonomicznych samochodów, które od grudnia 2016 r. działa w ramach holdingu Alphabet Inc. Projekt ten rozpoczął się w 2009 r. w ramach firmy Google. Alphabet opisuje Waymo jako „przedsiębiorstwo z branży motoryzacyjnej zajmujące się samochodami autonomicznymi, które ma na celu zapewnienie bezpiecznego i łatwego transportu ludzi i rzeczy”. Przedsiębiorstwo, którym kieruje wieloletni kierowca John Krafcik, pracuje nad uczynieniem autonomicznych samochodów osobowych dostępnymi większej liczbie klientów. Z FAQ firmy: 
Our next step will be to let people trial fully self-driving cars to do everyday things like run errands or commute to work.
Naszym następnym krokiem będzie umożliwienie ludziom doświadczenia autonomicznych pojazdów w codziennych czynnościach jak prowadzenie spraw lub dojazdy do pracy.

## Historia
Projekt autonomicznych samochodów Google był początkowo prowadzony przez Sebastiana Thruna, byłego dyrektora Stanford Artificial Intelligence Laboratory i współtwórcę Google Street View. Zespół Thruna w Stanford stworzył zautomatyzowany pojazd Stanley, który wygrał Grand Prix DARPA w 2005 r. i nagrodę w wysokości 2 milionów dolarów z Departamentu Obrony Stanów Zjednoczonych. Zespół opracowujący system składał się z 15 inżynierów pracujących dla Google, w tym Chrisa Urmskiego, Mike’a Montemerlo i Anthony’ego Levandowskiego, którzy pracowali nad DARPA Grand and Urban Challenges.
W październiku 2010 r. prawnik California Department of Motor Vehicles zgłosił obawy, że „technologia wyprzedza prawo w wielu dziedzinach”, powołując się na prawa stanowe: „wszyscy zakładają, że to człowiek prowadzi pojazd”.
Według artykułu z maja 2011 r. w „The New York Times” decydenci i organy regulacyjne dowodziły, że konieczne będą nowe prawa, jeśli autonomiczne pojazdy miałyby stać się rzeczywistością, ponieważ „technologia postępuje tak szybko, że zagraża wyprzedzeniem istniejącego prawa, z których niektóre przepisy pochodzą z epoki wozów konnych”.

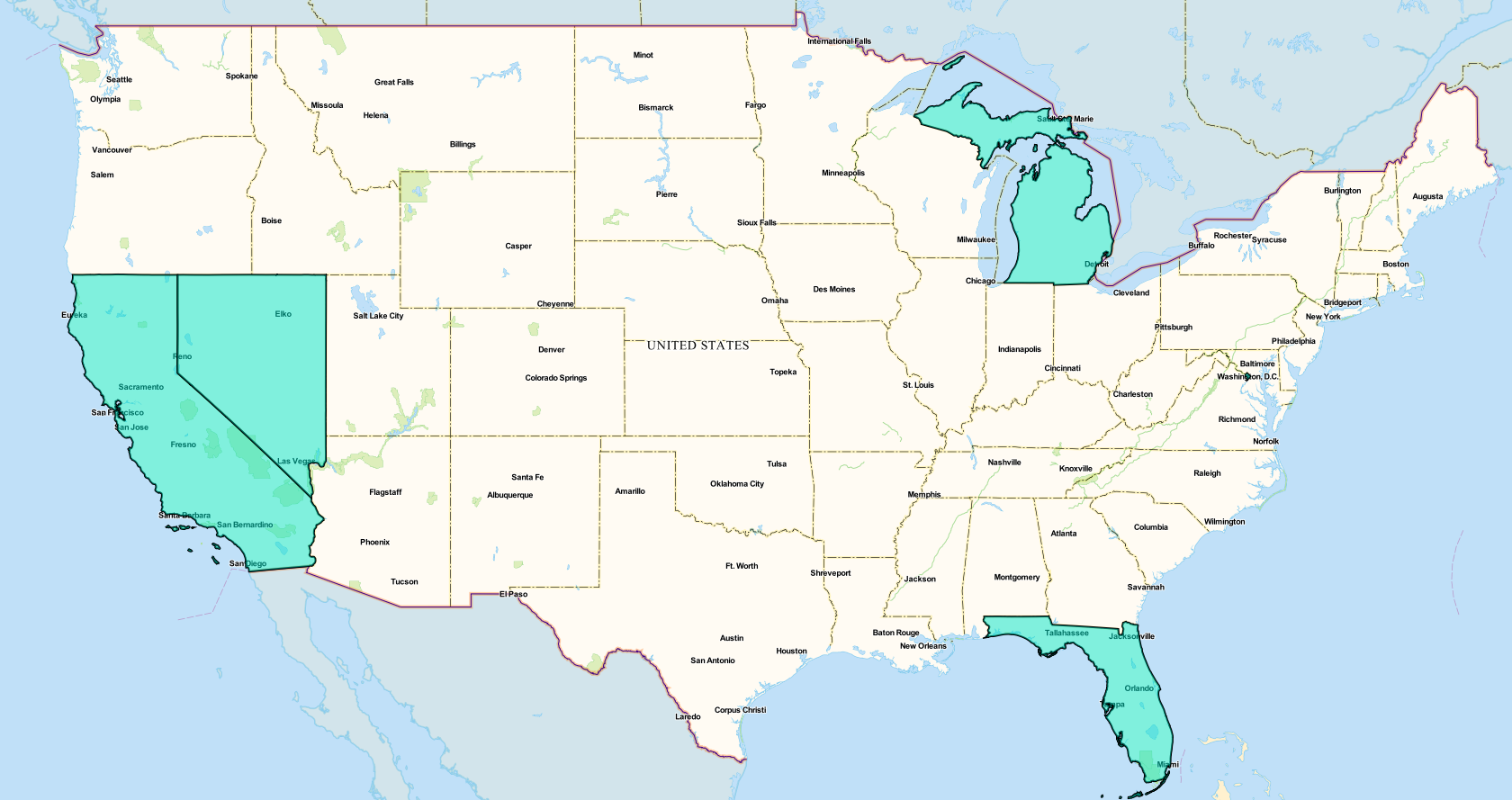
Stany z legislacją dot. autonomicznych samochodów

W lipcu 2011 r. władze stanu Nevada uchwaliły ustawę o funkcjonowaniu autonomicznych samochodów w tym stanie, która weszła w życie z dniem 1 marca 2012 r. Toyota Prius zmodyfikowana przy użyciu eksperymentalnej autonomicznej technologii firmy Google została zarejestrowana przez Departament Pojazdów Silnikowych w stanie Nevada (DMV) w maju 2012 r. Była to pierwsza w Stanach Zjednoczonych licencja na autonomiczny samochód. Tablice rejestracyjne wydane w Nevadzie w autonomicznych samochodach mają czerwone tło i symbol nieskończoności (∞) po lewej stronie, ponieważ według dyrektora DMV „...używanie symbolu nieskończoności było najlepszym sposobem na reprezentację” samochodu „przyszłości”. Przepisy w Nevadzie wymagają, aby podczas testów jedna osoba przebywała za kierownicą, a druga osoba na fotelu pasażera.
Pod koniec maja 2014 r. firma Google ujawniła nowy prototyp autonomicznego samochodu, który nie posiada kierownicy, pedału gazu ani pedału hamulca, będącego w 100% autonomicznym. W grudniu zaprezentowała w pełni funkcjonujący prototyp, który planowała testować na drogach San Francisco Bay Area począwszy od roku 2015.

W 2015 roku Nathaniel Fairfield, główny inżynier Waymo, zaproponował „pierwszą na świecie jazdę bez kierowcy na drogach publicznych” swojemu przyjacielowi, który jest niewidomy. Steve Mahan, były dyrektor generalny Santa Clara Valley Blind Center, był uczestnikiem pierwszej jazdy samochodem na drogach publicznych w Austin, w Teksasie. W 2015 r. projekt zakończył pierwszą jazdę bez kierowcy na drogach publicznych, podczas jazdy z samym niewidomym w Austin w Teksasie.
Była to pierwsza jazda bez kierowcy, która odbywała się na drodze publicznej i nie uczestniczył w niej kierowca testowy lub policja. Samochód nie posiadał kierownicy ani pedałów.
W grudniu 2016 r. jednostka została przemianowana na Waymo i została odłączona jako osobny dział. Waymo to skrót z hasła, będącego misją projektu: „nowa droga naprzód w mobilności” (w oryginale: „a new way forward in mobility”).

## Technologia

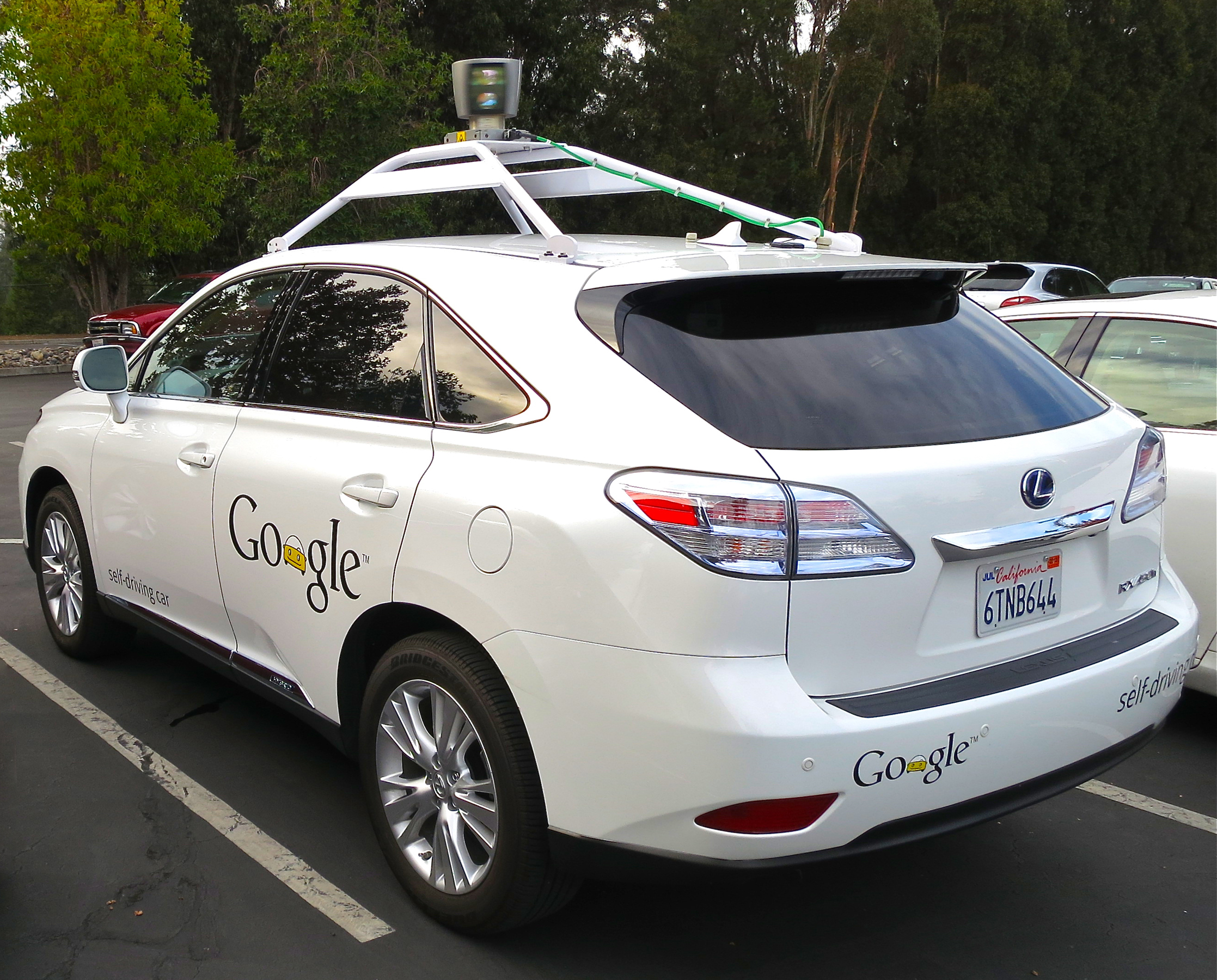
Lexus RX450h zmodernizowany przez firmę Google

Zespół projektowy został wyposażony w wiele różnych typów samochodów z samojezdnymi urządzeniami, w tym Toyotę Prius, Audi TT i Lexusa RX450h. Google opracował również własny pojazd, który jest montowany przez Roush Enterprises i korzysta z urządzeń firmy Bosch, ZF Lenksysteme, LG i Continental. W maju 2016 roku Google i Fiat Chrysler Automobiles ogłosiły zamówienie 100 hybrydowych minivanów Pacifica w celu przetestowania technologii.

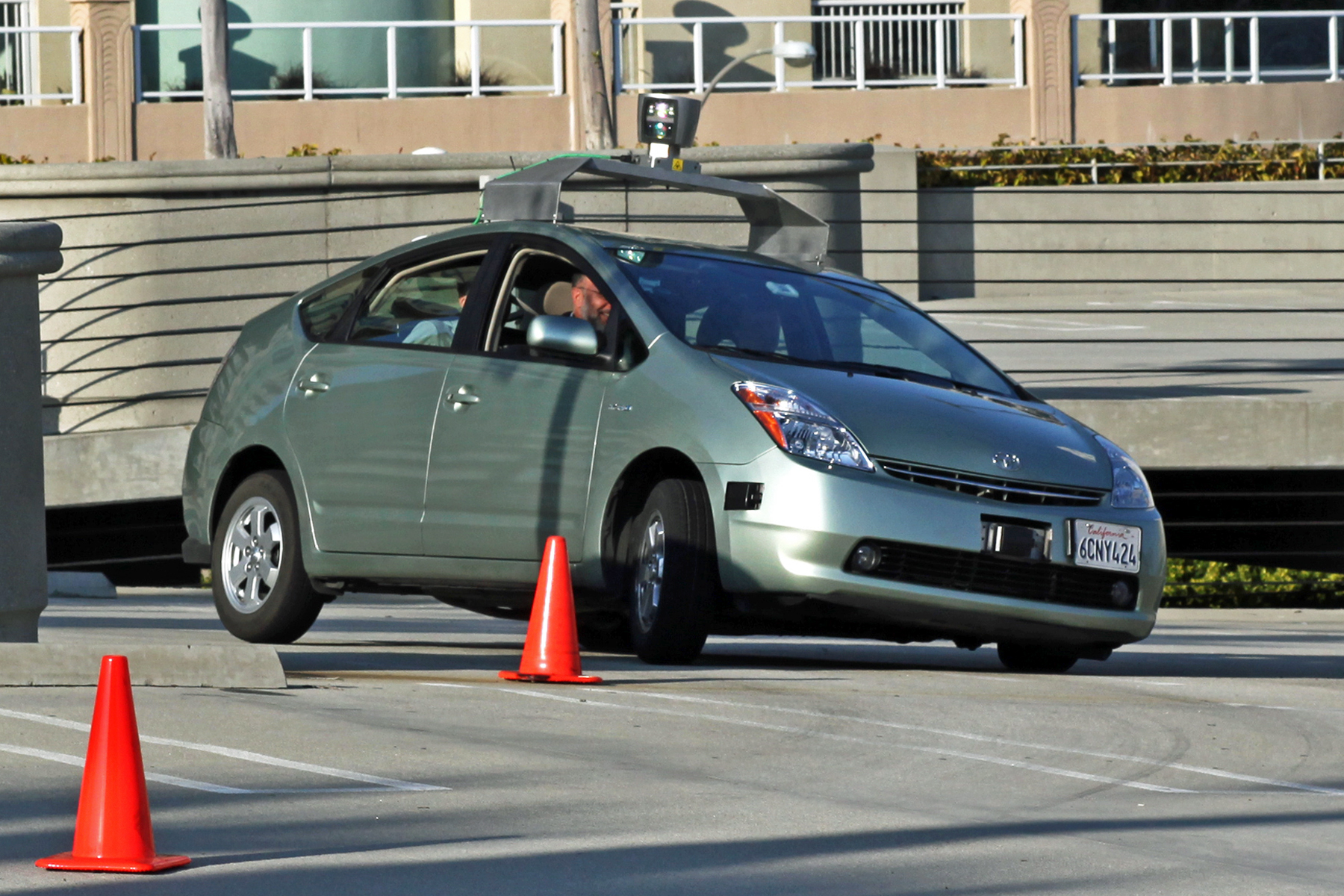
Toyota Prius zmodyfikowana tak, aby działała jak autonomiczny samochód Google podczas prowadzenia testowego kursu

Roboty samochodowe w Google kosztują około 150 000 USD, w tym system LIDAR o wartości 70 000 USD. Znajdujący się na szczycie czujnik zasięgu jest 64-wiązkowym laserem Velodyne. Ten laser umożliwia pojazdowi generowanie szczegółowej mapy 3D swojego środowiska. Samochód bierze te generowane mapy i łączy je z mapami o wysokiej rozdzielczości na świecie, wytwarzając różne typy modeli danych, które pozwalają na samodzielną jazdę.
Począwszy od czerwca 2014 r., system pracuje z bardzo precyzyjną mapą obszaru, w którym pojazd ma być użytkowany, włącznie z wysokością świateł drogowych. Oprócz systemów pokładowych, niektóre obliczenia są przeprowadzane na zdalnych farmach komputerowych.
16 września 2015 roku podczas Frankfurt Auto Show Philipp Justus (dyrektor zarządzający w Europie Środkowej i Wschodniej) podkreślił, że jego firma nie zamierza samodzielnie produkować samochodów, a jedynie pracuje nad nimi we współpracy z przemysłem motoryzacyjnym. Stwierdził, że korporacja sama nie da rady w tym biznesie, ale też nie ma planów, by się na nim przebijać.
W grudniu 2016 roku Waymo zaprezentowało samochód stworzony we współpracy z Fiat Chrysler Automobiles. Jest to zmodyfikowany w dużym stopniu Chrysler Pacifica hybrydowy minivan. Flota firmy została uzupełniona o 100 tak przygotowanych egzemplarzy, których zadaniem – tak jak i poprzedników – będzie zbieranie danych pozwalających na doskonalenie technik autonomicznej jazdy. Po testach na zamkniętych torach będą wypuszczone na publiczne drogi.
1 czerwca 2017 roku Waymo poinformowało, że pracuje też nad autonomicznymi ciężarówkami.
Auto Firefly (bez kierownicy i pedałów), które w 2015 roku zaczęło jeździć na publicznych drogach, zostało wycofane z użytku 12 czerwca 2017 roku. Było to potwierdzenie, że Waymo skupia się na technologii self-drive, zamiast na produkcji swoich pojazdów. „Od początku Firefly miał służyć jako platforma do eksperymentowania i uczenia, a nie masowej produkcji.” – napisali na blogu główny projektant przemysłowy YooJung Ahn i główny inżynier systemów Jaime Waydo. Firefly trafi do Design Museum w Londynie.

## Testowanie na drogach
Tylko w sierpniu 2016 r. samochody przejeżdżały „łącznie 170 000 mil, z czego przez 126 000 mil były autonomicznie sterowane (tj. samochód był w pełni kierowany przez siebie)”.
Począwszy od czerwca 2016 r. firma Google testowała flotę pojazdów w trybie autonomicznym łącznie przez 1 725 911 mil (2 777 585 km).
W 2012 r. grupa testowa pojazdów obejmowała sześć Toyot Prius, jedno Audi TT i trzy Lexusy RX450h, każdemu z nich towarzyszył jeden z kilkunastu kierowców z niezaprzeczalnymi przebiegami jazdy na siedzeniu kierowcy i na siedzeniu pasażera jeden z inżynierów Google. Do maja 2015 r. flota składała się wyłącznie z 23 SUV-ów Lexusa.
W sierpniu 2012 r. zespół ogłosił, że przejechał ponad 300 000 mil autonomicznie (500 000 km) bez wypadków, zazwyczaj z kilkudziesięcioma samochodami na drodze w danym momencie i że zaczyna testować je z jednym pasażerem na pokładzie zamiast dwoma. Cztery stany przyjęły przepisy na autonomiczne samochody w grudniu 2013 r.: Nevada, Floryda, Kalifornia i Michigan. Prawo zaproponowane w Teksasie określałoby kryteria pozwalające na „autonomiczne pojazdy silnikowe”.
W kwietniu 2014 r. zespół ogłosił, że ich pojazdy zarejestrowały już prawie 700 000 autonomicznych mil (1,1 miliona km).
W czerwcu 2015 r. zespół ogłosił, że ich pojazdy przejechały już ponad 1000 000 mil (1600 000 km), stwierdzając, że było to „równoważne 75-letniemu typowemu amerykańskiemu kierowcy”, a w trakcie tego procesu napotkano na 200 000 znaków stopu, 600 000 świateł oraz 180 milionów innych pojazdów. Google ogłosił również, że prototypowe pojazdy są testowane w Mountain View, w Kalifornii. Podczas testów prędkość prototypów nie przekracza 25 mph (40 km/h), a na pokładzie wciąż będą kierowcy. W wyniku zbyt wolnej jazdy jeden z pojazdów został zatrzymany przez policję z powodu utrudnień w ruchu.
Google rozszerzyło drogę testową do stanu Teksas, gdzie przepisy nie zabraniają jazdy samochodów bez pedałów i kierownicy. Projekty ustaw zostały zmienione przez zainteresowane strony do podobnych zmian w ustawodawstwie w Kalifornii.
Google spodziewa się, że Departament Pojazdów Samochodowych w Kalifornii (DMV) wyda w styczniu 2015 r. wcześniejsze ustalenia dotyczące samochodów bez kierowców, co umożliwi firmie danie publicznego dostępu do prototypów. W październiku 2016 r. kalifornijski DMV wydał projekty rozporządzeń, czekając na publiczne komentarze.
W 2017 roku Waymo uruchomiło program Early Rider Program, w ramach którego można używać autonomicznego samochodu do codziennego życia w zamian za opinie w celu ulepszenia projektu.
Aktualnie Waymo prowadzi swoje testy w czterech miastach Stanów Zjednoczonych – Mountain View (od 2009), Austin (od 2015), Kirkland, Metro Phoenix  (od 2016). Flota przejechała ponad 3 miliony mil, głównie na ulicach miasta. Zajęło im 7 miesięcy, aby osiągnąć trzeci milion mil. Dla porównania, zdobycie pierwszego miliona mil zajęło około 6 lat. Do tego w samym 2016 roku dochodzi miliard mil przejechanych w symulacji. Dodatkowo do końca 2016 roku odsetek ingerencji kierowcy w jazdę pojazdu został obniżony czterokrotnie i wynosi 0,2 ingerencje kierowcy na 1000 mil.

### Wypadki
Od lipca 2015 r. 23 samojezdne samochody w Google uczestniczyły w 14 niewielkich kolizjach na drogach publicznych, ale Google utrzymuje, że we wszystkich przypadkach innych niż wypadek z lutego 2016 r. autonomiczna jazda nie była winna, ponieważ samochody były albo ręcznie sterowane, albo to kierowca innego pojazdu był winny.
W czerwcu 2015 r. założyciel firmy Google, Sergey Brin, potwierdził, że nastąpiło do tego czasu 12 kolizji, z czego osiem było powiązanych ze znakiem stopu lub światłami drogowymi (inny kierowca wjechał w tył pojazdu), dwa w których pojazd został zahaczony przez innego kierowcę, jeden w którym inny kierowca przejechał przez znak stopu i jeden, gdy pracownik Google ręcznie prowadził samochód. W lipcu 2015 r. trzech pracowników Google poniosło niewielkie obrażenia, gdy samochód którym jechali został uderzony od tyłu. Kierowca tego pojazdu nie zdążył zahamować na światłach drogowych. Był to pierwszy przypadek, w którym samojezdny samochód doprowadził do obrażeń.
14 lutego 2016 autonomiczny samochód Google próbował uniknąć worków z piaskiem blokujących drogę. Podczas manewru uderzył w autobus. Google zajął się katastrofą, mówiąc: „W tym przypadku wyraźnie ponosimy odpowiedzialność, ponieważ gdyby nasz samochód odjechał dalej, nie doszłoby do kolizji”. Dostępny jest niekompletny materiał wideo dotyczący awarii. Google określił ten wypadek jako nieporozumienie i doświadczenie w nauce. Firma stwierdziła również „Ten typ nieporozumień ma miejsce między ludzkimi kierowcami na drodze każdego dnia”.
Ponadto firma Google prowadzi miesięczne raporty, które obejmują wszelkie incydenty związane z ruchem drogowym, w których zaangażowane były ich samochody autonomiczne.
Google jest zobowiązany przez kalifornijski DMV do zgłaszania liczby incydentów podczas testów, w których kierowca przejął kontrolę nad pojazdem. Niektóre z tych zdarzeń nie są zgłaszane przez Google, gdy symulacje wskazują, że samochód powinien sobie poradzić.

### Ograniczenia
28 sierpnia 2014 r., zgodnie z informacjami Computer World o samojezdnych samochodach Google, byłyby niezdolne do użytkowania 99% amerykańskich dróg. W tym samym dniu najnowszy prototyp nie był testowany przy dużych opadach deszczu lub śniegu ze względu na obawy związane z bezpieczeństwem. Ponieważ samochody opierają się przede wszystkim na wstępnie zaprogramowanych drogach, nie przestrzegają tymczasowych sygnalizacji świetlnych, a w niektórych sytuacjach powracają do wolniejszego trybu „ekstra ostrożnego” w złożonych skrzyżowaniach. Samochód ma trudności z identyfikacją, gdy przedmioty, takie jak śmieci są nieszkodliwe, powodując niepotrzebne zmiany kursu pojazdu. Dodatkowo technologia lidarowa nie może dostrzec niektórych dziur lub rozróżniać, gdy ludzie, na przykład policjant, sygnalizują konieczność zatrzymania samochodu. Google planuje opracowanie tych kwestii do 2020 roku.

## Komercjalizacja

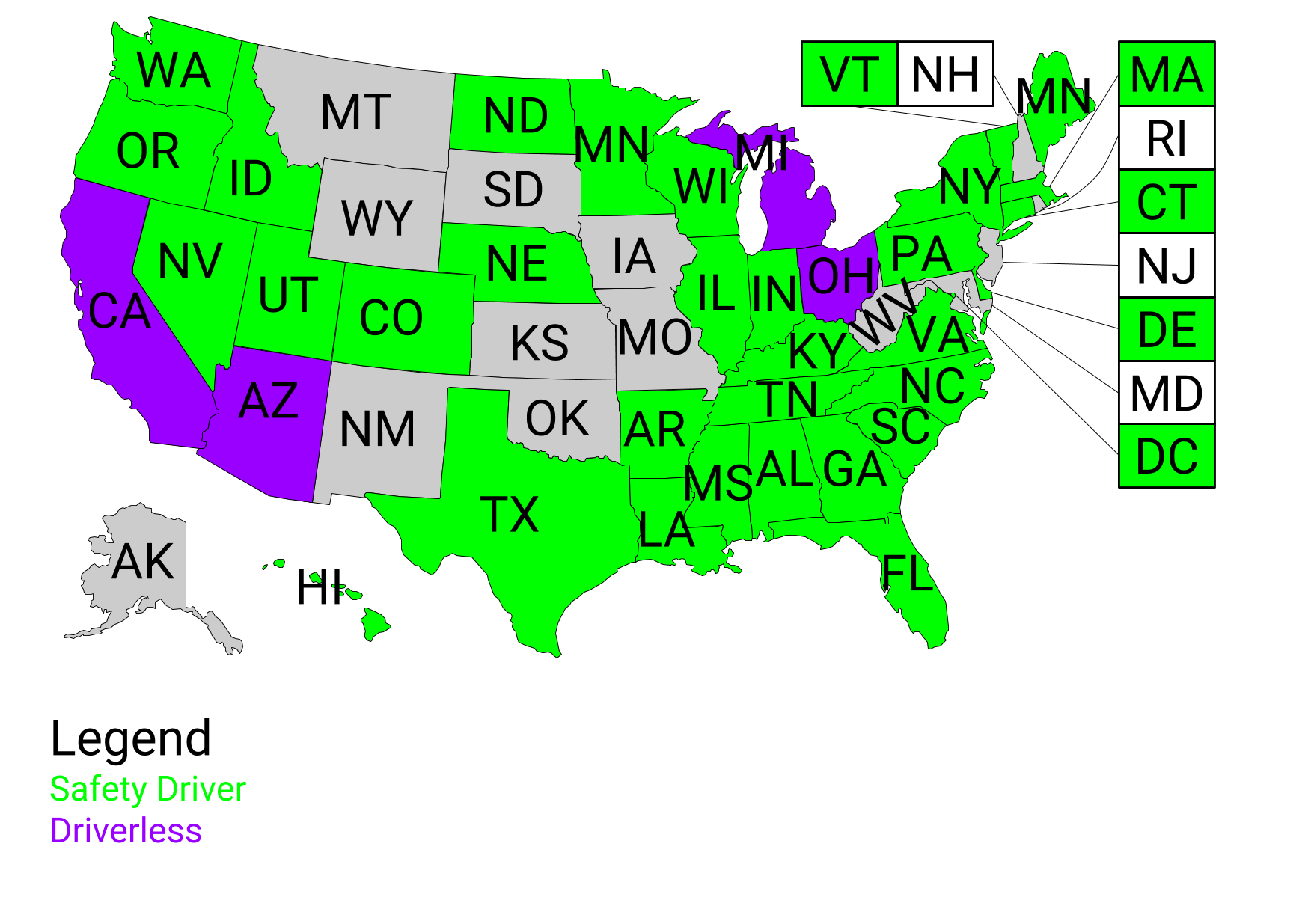
Publiczne testowanie pojazdów samojezdnych jest legalne w 23 stanach i Dystrykcie Kolumbii od kwietnia 2017 roku. Testy bez kierowców są legalne także w Michigan.

W 2012 r. Założyciel Google, Sergey Brin, stwierdził, że samochody z systemem Google Self-Driving będą dostępne dla ogółu społeczeństwa w 2017 r., a w 2014 r. ten kalendarz został zaktualizowany przez dyrektora projektu Chrisa Urmsona z 2017 r. do 2020 r. Firma Google współpracuje z dostawcami, w tym z firmami Bosch, ZF Lenksysteme, LG, Continental i Roush oraz skontaktowała się z producentami, w tym General Motors, Ford, Toyota (w tym Lexus), Daimler i Volkswagen.
W sierpniu 2013 r. pojawiły się nowe wiadomości dotyczące Robo-Taxi, proponowanej usługi taksówki bez kierowcy z Google. Raporty te pojawiły się ponownie na początku 2014 r. po udzieleniu patentu firmie Google na usługi w zakresie bezpłatnej usługi reklamowej, które obejmowały autonomiczne pojazdy jako sposób transportu. Konsultant Google Larry Burns mówi, że samojeżdżące samochody takie jak taxi powinny być postrzegane jako nowa forma transportu publicznego.
5 grudnia 2018 roku firma Waymo wprowadziła komercyjną usługę na terenie Phoenix.

## Waymo LLCkontraUber Technologies, Inc.
W lutym 2017 r. Waymo pozwał Ubera o kradzież tajemnic handlowych Waymo i naruszenie jej patentów. Firma twierdziła, że trzech byłych pracowników Google, w tym Anthony Levandowski, ukradło tajemnice handlowe i dołączyło do Ubera. Naruszenie dotyczy technologii LiDAR zastrzeżonej przez Waymo.

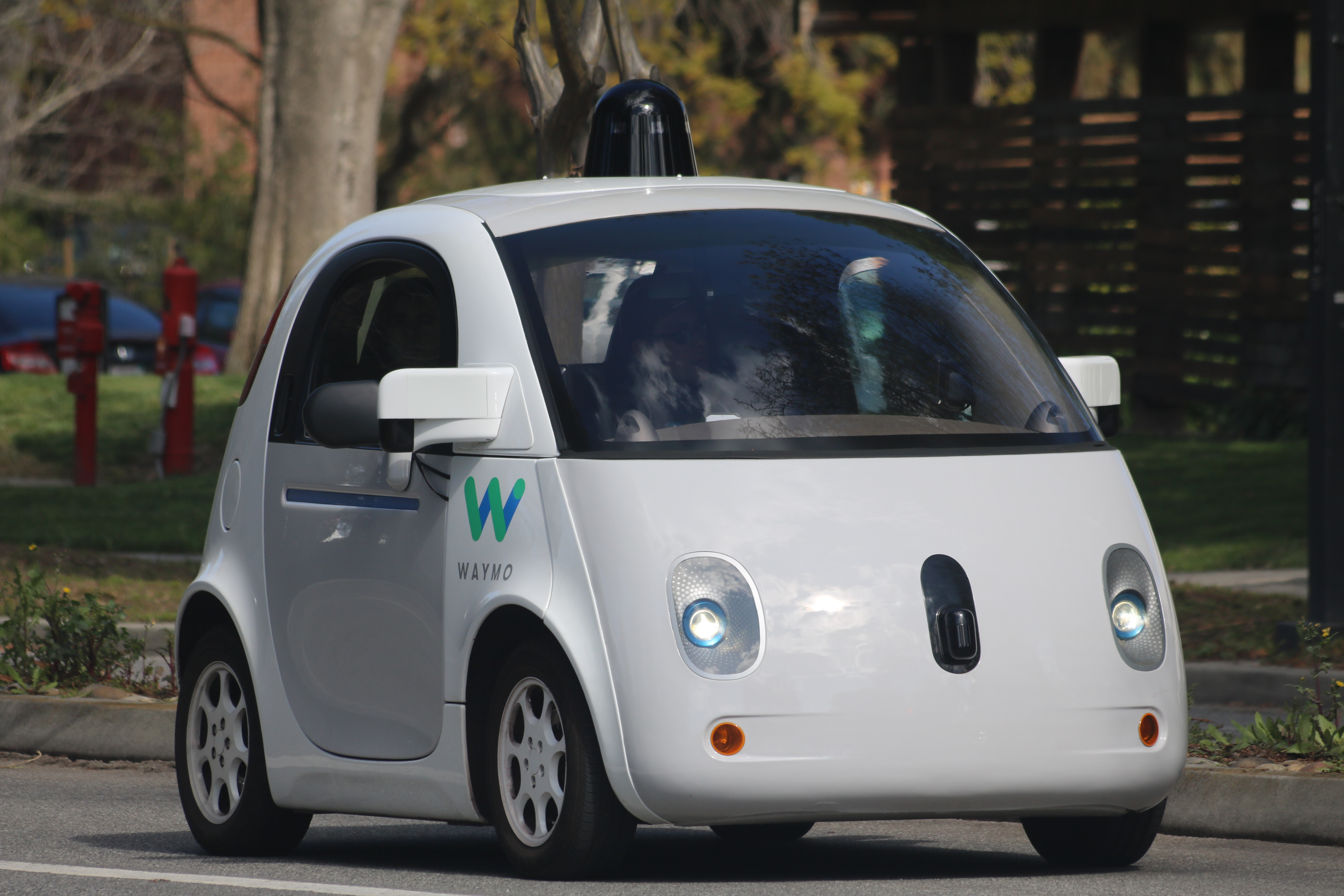
Firefly – auto typu pod-like używane przez Waymo do testów – widok z przodu
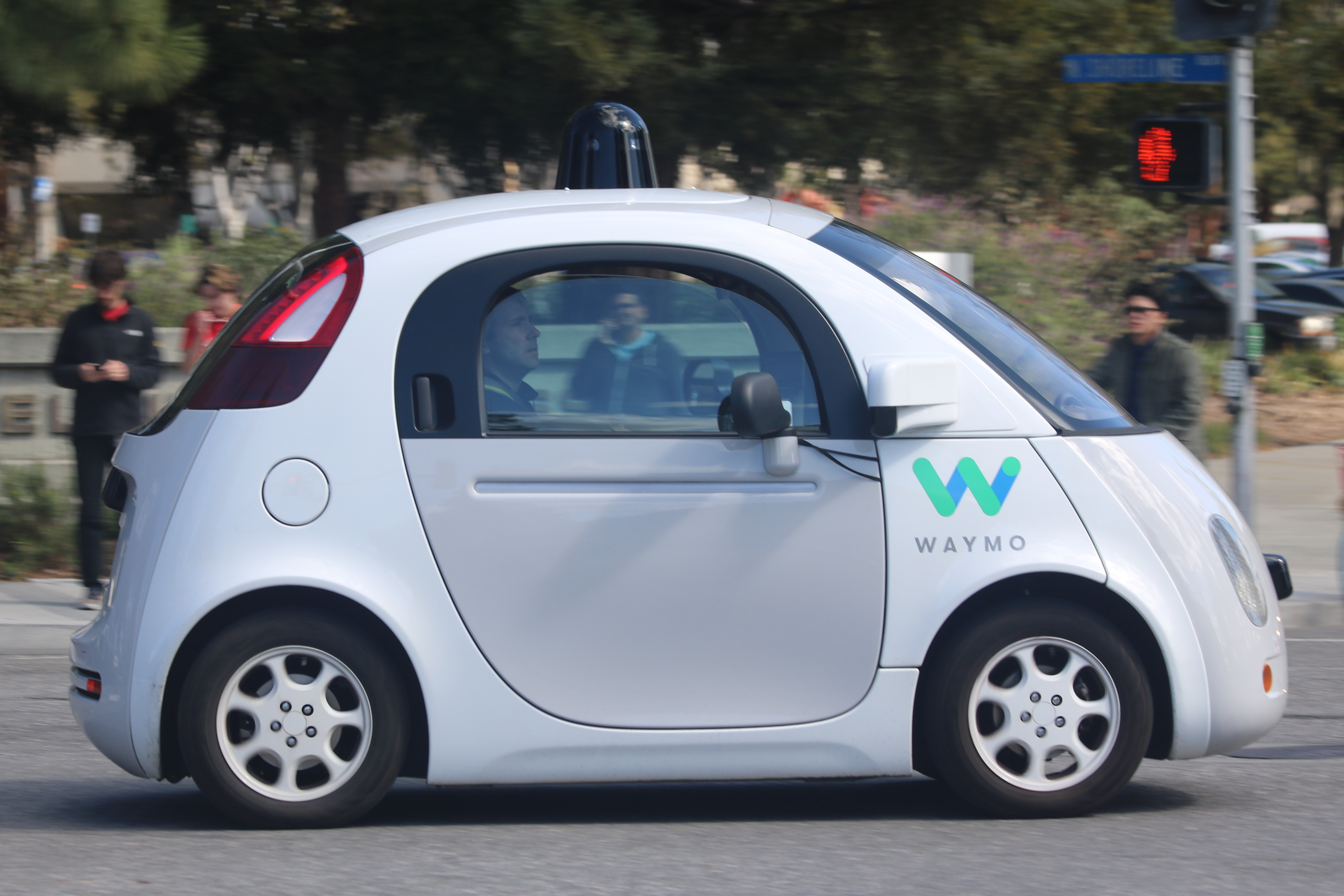
Firefly – auto typu pod-like używane przez Waymo do testów – widok z boku
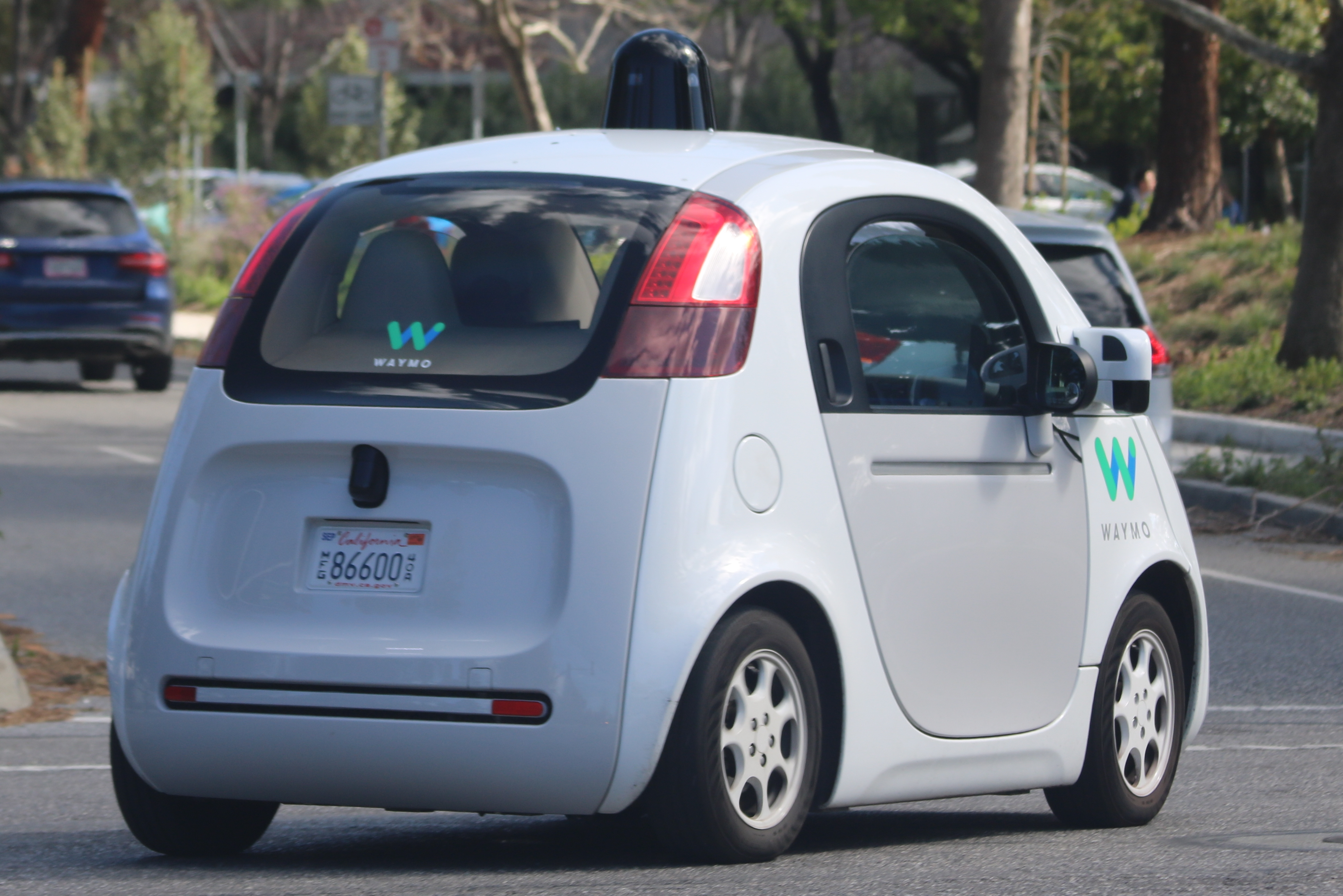
Firefly – auto typu pod-like używane przez Waymo do testów – widok „trzy czwarte”
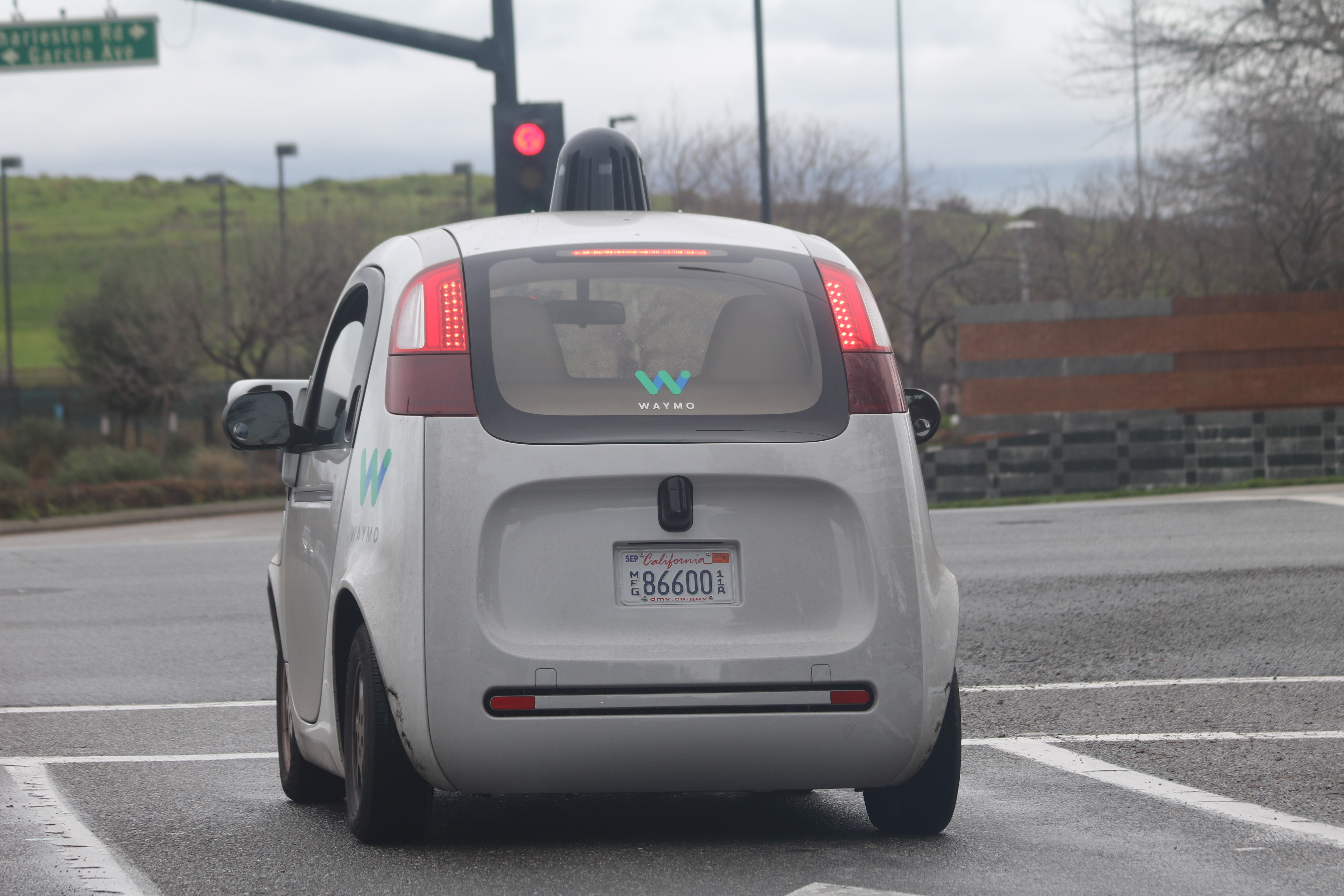
Firefly – auto typu pod-like używane przez Waymo do testów – stojące na skrzyżowaniu

## Ciężarówki
W 2017 roku testowano autonomiczne ciężarówki Waymo(Class-8) w Kalifornii i Arizonie. W styczniu 2018 roku autonomiczne minivany Waymo – zaczęto testować w Atlancie. Konkurencja jest spora, bo Uber dostarczał już w marcu 2018 roku towar w Arizonie.